# Đạo Ngô Viên Trí
Đạo Ngô Viên Trí (zh. dàowú yuánzhi 道吾圓智, ja. dōgo enchi), 768/69-835, là một Thiền sư Trung Quốc, môn đệ của Thiền sư Dược Sơn Duy Nghiễm, bạn đồng học với Thuyền Tử Đức Thành và Vân Nham Đàm Thạnh. Môn đệ xuất sắc của sư là Thạch Sương Khánh Chư. Tắc 55. và 89 trong Bích nham lục nhắc đến Sư.

## Cơ duyên
Sư họ Trương, quê ở Hải Hôn, Dự Chương. Lúc nhỏ, sư theo Hoà thượng Bàn xuất gia. Sau sư đến tham vấn Dược Sơn và được ấn khả.
Một hôm Dược Sơn hỏi Sư: 
"Ngươi đi đâu về?"
Sư thưa: "Đi dạo núi về."
Dược Sơn bảo: "Chẳng rời thất này, đem gì về, nói mau!"
Sư thưa: "Trên núi chim con đầu tựa tuyết, đáy khe cá lội lo chẳng cùng."
Vân Nham Đàm Thạnh hỏi: 
"Bồ Tát Đại Bi (Quán Thế Âm) dùng tay mắt nhiều lắm để làm gì?"
Sư nói: "Như người giữa đêm với tay lại sau mò chiếc gối."
Vân Nham nói: "Tôi hiểu."
Sư hỏi: "Ông hiểu thế nào?"
Vân Nham: "Toàn thân là tay mắt."
Sư nói: "Nói đến tột cùng chỉ nói được tám phần."
Vân Nham hỏi lại: "Sư huynh thế nào?"
Sư đáp: "Khắp thân là tay mắt" (Bích nham lục, tắc 89).
Sư mắc bệnh, tăng chúng đến thăm hỏi. sư bảo: "Có nhận chẳng đến, các ngươi có biết nó chăng?" Đại chúng buồn thảm. sư bảo: "Ta sẽ đi bên Tây, lý không rời bên Đông."
Mùng mười tháng chín niên hiệu Thái Hoà năm thứ chín đời Đường, sư quy tịch. Vua sắc ban là Tu Nhất Đại sư.